# 林知充
林 知充（はやし ともみ、1971年2月1日 - ）は、エストニアで注目されている日本人の建築家。富山県高岡市出身。
1994年、横浜国立大学建築学科卒業。1999年、バージニア工科大学大学院修了。 
1994年から1995年の間、槇総合計画事務所でアシスタントを務める。1999年から2001年まではラファエル・ヴィニオリ建築事務所に勤務。  2001年から現在までエストニアに在住。  2001年から2003年まで HEAD Arhitektid 建築事務所で、2003年に KOSMOS 建築事務所で、そして2004年より ハヤシ・グロシュミット・アルヒテクトゥール（Hayashi-Grossschmidt Arhitektuur）を共同主宰している。2012年よりタリン応用科学大学 (TTK University of Applied Sciences)において教鞭をとる。建築環境工学部建築学科主任（2012ー2017）を務め、建築学部に改組後、准教授、2021年より教授。
主な作品は ラスナマエ・スポーツホール、占領博物館、ロッテルマン地区の旧小麦粉貯蔵庫のリノベーションと増築、ルテルマ家具工場機械棟のリノベーションなど。エストニア国立博物館プロジェクトには2008年から竣工までローカル・アーキテクトとして関わり、実施設計・監理まで務めた。エストニア文化基金建築賞（2003、2009）、エストニア文化基金建築賞グランプリ（2017）他多数を受賞。ミース・ファン・デル・ローエ賞に3回ノミネートされている。 
エストニア建築家連盟会員。 

## 作品
- 2021年　セトゥの野外ステージ (Jüri Nigulasと共に)
- 2020年　アウグスト・コマンダント回顧展「Miracles in Concrete」、エストニア建築博物館 (Andrea Ainjärvと共に)
- 2019年　ノブレスネル造船所、ヨットクラブ棟の改修（KAOS Architectsのプロジェクトにより、KAIアートセンターとして竣工）
- 2017年　ルッテル家具工場機械棟の改修によるオフィスビル (Hanno Grossschmidt, Liis Voksepp, Marianna Zvereva, Anna Endrikson, Jüri Nigulas, Andres Ristov, Sander Treijarと共に)
- 2016年　エストニア国立博物館 (ローカルアーキテクトとしてDGT Architectsと協同)
- 2013年　浮かぶサウナ
- 2009年　ロッテルマン小麦倉庫の改修・増築によるオフィスビル（Hanno Grossschmidt、東川陽子と共に）
- 2007年　商業コンプレクス「フォーラム」（Hanno Grossschmidtと共に）
- 2003年　占領博物館（ Siiri Vallner, Indrek Peilと共に）
- 2003年　ラスナマエのスポーツセンター（ Siiri Vallner, Hanno Grossschmidtと共に）
- 2003年　デビッド・L.ローレンス・コンベンションセンター（ラファエル・ヴィニオリ・アーキテクツにて）

## コンペティション歴
- 2022年　タリン・レアール高校の増築、佳作
- 2021年　タリン・リンナマエ地区の都市計画、1等
- 2021年　タリン・ルッテル地区の集合住宅都市計画、1等
- 2021年　タリン・ムーブリマヤ街区の都市計画、1等
- 2021年　パルヌ・ヴァルグレ地区の都市計画、1等
- 2020年　パタレイ要塞のヴィジョン、1等
- 2020年　メリメッツァのプロムナード、1等
- 2020年　ストローミのビーチハウス、1等
- 2020年　ヒポドローミ地区第一街区のヴィジョン、1等
- 2019年　ヴィリヤンディ病院新築計画、佳作
- 2017年　元タリン中央郵便局と映画館からなる商業施設の改修と増築、1等
- 2017年　タリン・デパート新築計画、2等
- 2013年　ミラノ万博エストニア館、佳作
- 2012年　ラトヴィア・リガの旅客ターミナル、ファイナリスト
- 2012年　エストニア歴史博物館新館、2等
- 2010年　Lift11アーバン・インスタレーション・フェスティバル
- 2007年　エストニア公共放送会社新社屋、佳作
- 2007年　ヴィリヤンディのボートハウス、1等
- 2005年　ロッテルマン小麦倉庫の改修・増築によるオフィスビル、1等
- 2005年　マハトゥラの民族博物館、1等
- 2002年　パーディ通りのホテル、1等

## 賞歴
- 2022年　エストニア森林・林業協会賞佳作、セトゥの野外ステージ
- 2020年　エストニア文化基金建築賞・展示部門賞、アウグスト・コマンダント回顧展「Miracles in Concrete」
- 2020年　ヨーロッパ文化遺産賞「ヨーロッパ・ノストラ賞」特別賞、ルッテル家具工場機械棟の改修によるオフィスビル
- 2020年　IFI (国際インテリア建築家協会) WORK部門金賞、ルッテル家具工場機械棟の改修によるオフィスビル
- 2019年　ＥＵ現代建築賞「ミース・ファン・デル・ローエ賞」入選、ルッテル家具工場機械棟の改修によるオフィスビル
- 2019年　エストニア・インテリア・アーキテクト協会賞、ルッテル家具工場機械棟の改修によるオフィスビル
- 2017年　エストニア文化基金建築賞大賞、エストニア国立博物館
- 2017年　エストニア建築家協会賞、エストニア国立博物館
- 2013年　エストニア森林・林業協会「合板を使用した建築物」並びに「パブリック・フェイバリット」賞、浮かぶサウナ
- 2009年　エストニア文化基金建築賞、ロッテルマン小麦倉庫の改修・増築によるオフィスビル
- 2008年　ＥＵ現代建築賞「ミース・ファン・デル・ローエ賞」入選、ロッテルマン小麦倉庫の改修・増築によるオフィスビル
- 2005年　ＥＵ現代建築賞「ミース・ファン・デル・ローエ賞」入選、ラスナマエのスポーツセンターと占領博物館
- 2003年　エストニア文化基金建築賞、ラスナマエのスポーツセンター
- 2003年　エストニア・コンクリート協会特別賞、ラスナマエのスポーツセンター